# Staré Město (Třinec)
Staré Město (pol.: Stare Miasto německy Altstadt) je část města Třinec v okrese Frýdek-Místek. V roce 2009 zde bylo evidováno 775 adres. V roce 2001 zde trvale žilo 5909 obyvatel.
Staré Město leží v katastrálním území Třinec o výměře 6,78 km2.

## Pamětihodnosti
- kostel svatého Alberta s farou
- evangelický kostel
- hřbitovní kaple
- činžovní dům čp. 509
- dělnická kolonie, domy čp. 116, 117

## Pamětihodnosti obětem 1. nebo 2. světové války
- 1 Památník (Třinec-Staré město) obětem 2. světové války na stránkách ministerstva obrany Archivováno 9. 7. 2018 na Wayback Machine.
- 2 Památník (Třinec-Staré město) obětem 2. světové války na stránkách ministerstva obrany Archivováno 9. 7. 2018 na Wayback Machine.
- 3 Památník (Třinec-Staré město) obětem 1. světové války na stránkách ministerstva obrany Archivováno 9. 7. 2018 na Wayback Machine.